# 28488 Gautam
28488 Gautam este un asteroid din centura principală de asteroizi.

## Descriere
28488 Gautam este un asteroid din centura principală de asteroizi. A fost descoperit pe 5 februarie 2000 la Socorro, New Mexico, în cadrul proiectului LINEAR. Asteroidul prezintă o orbită caracterizată de o semiaxă mare de 2,30 ua, o excentricitate de 0,05 și o înclinație de 9,2° în raport cu ecliptica.